# Có chắc yêu là đây
"Có chắc yêu là đây" là một bài hát của nam ca sĩ kiêm sáng tác nhạc người Việt Nam Sơn Tùng M-TP. Bài hát được phát hành bởi M-TP Entertainment vào ngày 5 tháng 7 năm 2020 cùng với video âm nhạc trên YouTube với vai trò là "món quà thứ hai của năm 2020 sau Sky Tour Movie" nhằm dành tặng đến người hâm mộ của Sơn Tùng đồng thời dọn đường cho album phòng thu sắp tới của Tùng, Chúng ta (2020) trước khi phát hành. Bài hát được sáng tác bởi Sơn Tùng M-TP và sản xuất bởi Onionn.

## Bối cảnh và phát hành
Sau khi thực hiện và công chiếu bộ phim tài liệu Sky Tour về chuyến lưu diễn cùng tên năm 2019 của anh, Sơn Tùng M-TP nói dự này chỉ là món quà của riêng anh muốn dành đến cho khán giả. Anh hy vọng mình sẽ truyền cho mọi người nguồn năng lượng tích cực nhất để bắt đầu lại một năm 2020 tuyệt vời hơn. Ngay sau đó anh đã đăng tải 45 bức ảnh hoa hồng trên tài khoản Instagram, trong đó gián tiếp thông báo rằng đĩa đơn tiếp theo của anh sẽ có tựa đề là "Có chắc yêu là đây".
Ngày 29 tháng 6 năm 2020, một đoạn trailer về video âm nhạc "Có chắc yêu là đây" được đăng tải lên YouTube. Sau 24 giờ đầu tiên, trailer đã đạt được hơn 3,5 triệu lượt xem trên YouTube, trở thành trailer Việt Nam có nhiều lượt xem nhất trong 24 giờ đầu trên nền tảng này. Sau đó áp phích quảng bá và bìa đĩa nhạc đã được Sơn Tùng công bố trên Facebook và thông báo cho phép đặt trước bài hát trên Apple Music và Spotify.

## Sáng tác
Theo Sơn Tùng M-TP, "Có chắc yêu là đây" là một bài hát có ca từ ngọt ngào, dịu dàng tựa như tâm tư của một chàng trai đang đắm chìm trong tình yêu. Nội dung bài hát khai thác cảm giác rụt rè và bối rối của chàng trai khi không chắc chắn liệu cô gái ấy có hiểu được tấm lòng của mình, mà theo anh giai điệu của bài hát còn ngọt ngào hơn sản phẩm "Nơi này có anh" được phát hành vào năm 2017.

## Quảng bá
Để quảng bá cho bài hát, Sơn Tùng M-TP đã cho "chạy banner" trên các bảng hiệu đèn LED tại các thành phố lớn. Anh cũng tổ chức quảng bá bằng việc dán áp phích lên các xe công nghệ tại Thành phố Hồ Chí Minh, Đà Nẵng, Hà Nội và Huế. Sơn Tùng M-TP đã giới thiệu trước một đoạn lời bài hát và phần giai điệu trên đàn piano lên tài khoản mạng xã hội cá nhân. Trước ngày ra mắt bài hát, một đoạn tin nhắn có nội dung "Đừng bỏ lỡ cơ hội trở thành một trong những người đầu tiên xem MV "Có chắc yêu là đây" của nghệ sĩ Sơn Tùng M-TP" đính kèm với liên kết YouTube Premier được gửi tới số điện thoại của những người trong cộng đồng "Sky" – người hâm mộ của Tùng.

## Đón nhận và diễn biến thương mại
Sau khi phát hành, bài hát đã nhận về những phản ứng trái chiều từ khán giả và giới chuyên môn. An Nhi từ Tổ Quốc cho rằng bài hát khó nghe, khá kém chất lượng và không có sự đầu tư đem lại cảm giác "đã quá" như những màn comeback trước. Nhiều bình luận cho rằng đây chỉ là một bài hát dành tặng cho người hâm mộ nên không được đầu tư quá nhiều về phần âm nhạc.
Bài hát đạt đỉnh tại vị trí quán quân của bảng xếp hạng iTunes Việt Nam.
Trên bảng xếp hạng Hot 14, "Có chắc yêu là đây" mở màn tại vị trí thứ 7, sang tuần tiếp theo bài hát thăng hạng lên vị trí số 6. Bài hát đạt đỉnh tại vị trí #5.

## Video âm nhạc
Đoạn trailer 30 giây phát hành vào ngày 29 tháng 6 năm 2020 đã cho thấy hình ảnh ma mị với tông màu đen, trắng, đỏ u tối kết hợp với sự xuất hiện hình ảnh những cánh hoa trắng điểm sắc đỏ bao trùm toàn bộ video âm nhạc. MV đã trở thành video được xem công chiếu nhiều thứ 4 thế giới trên YouTube với hơn 904 nghìn người xem cùng lúc (sau "How You Like That", "Kill This Love" của Blackpink và "On" của BTS). Video âm nhạc đã khởi đầu tại vị trí #18 trên tab thịnh hành YouTube Việt Nam, trước khi đạt đỉnh tại vị trí #1 sau 4 giờ 50 phút phát hành, trở thành video âm nhạc Việt Nam đạt vị trí này trong thời gian ngắn nhất. Video cũng đạt đỉnh tại vị trí #1 thịnh hành của Canada và Úc, #3 tại Đài Loan và Hoa Kỳ, #6 tại Hàn Quốc, #8 tại Đức, #26 tại Singapore, #30 tại Anh, #36 tại Cộng hoà Séc và #10 của YouTube toàn cầu.

## Thành phần thực hiện
- Sơn Tùng M-TP – hát chính, người viết bài hát
- Onionn – sản xuất

## Danh sách bài hát
Tải kỹ thuật số/phát trực tuyến
1. "Có chắc yêu là đây" – 3:22

Onionn phối lại
1. "Có chắc yêu là đây (Onionn Remix Countdown 2021)" – 3:44

## Xếp hạng
| Bảng xếp hạng (2020)      | Vị trí cao nhất |
| ------------------------- | --------------- |
| Việt Nam Hot 14 (Kênh 14) | 2               |

## Lịch sử phát hành
| Quốc gia | Ngày               | Định dạng                       | Hãng đĩa           | Ng.    |
| -------- | ------------------ | ------------------------------- | ------------------ | ------ |
| Toàn cầu | 5 tháng 7 năm 2020 | Tải kỹ thuật số phát trực tuyến | M-TP Entertainment | [ 17 ] |